# سیلکنت
سیلکنت (گرجی: სილქნეტი) شرکت مخابرات گرجستانی است، که در سال ۲۰۱۰ تأسیس شد.